# Panfilo Nuvolone

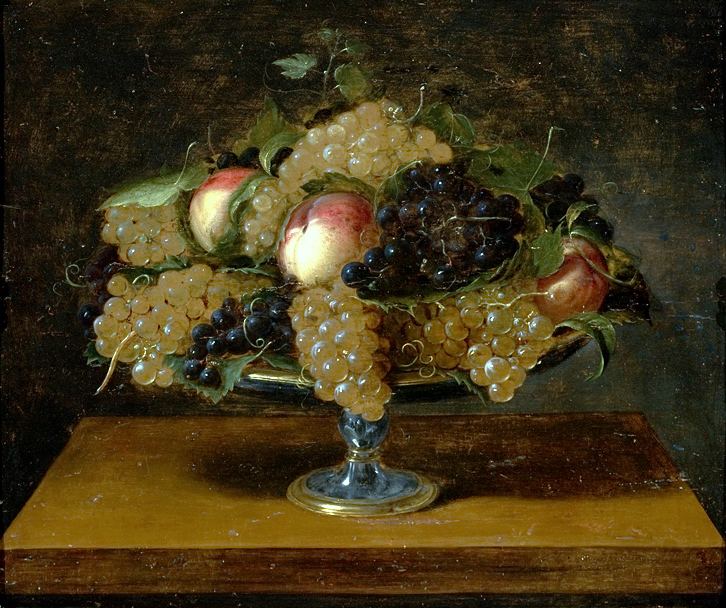
Natureza-morta (1620). Pintura de Panfilo Nuvolone (Museu de Arte de São Paulo, São Paulo).

Panfilo Nuvolone (Cremona, 1581 - Milão, c. 1651) foi um pintor do barroco italiano, especializado em obras de temática sacra e naturezas-mortas.
Patriarca de uma família fidalga de pintores originária de Cremona, mas ativa sobretudo em Milão, Panfilo teve quatro filhos, dos quais se conhecem dois pintores, Giuseppe Nuvolone e o mais famoso Carlo Francesco Nuvolone.
Iniciado na pintura por um dos grandes artistas do tardio Maneirismo cremonense, Giovanni Battista Trotti, dito Il Malosso, Panfilo adere, em Milão, onde é documentado desde 1610, à poética dos pintores borromaicos e sobretudo às de Camillo e Giulio Cesare Procaccini.
Entre 1614 e 1615, executa os afrescos da capela de Sansone na igreja de Sant´Angelo em Milão, e em 1620, executa a Coroação da Virgem para os capuchinhos de Schwys, na Suíça, enquanto se revela também pintor de elegantes naturezas-mortas.
Panfilo continuaria a produzir inúmeros trabalhos de caráter religioso, embora estes sejam comumente considerados menos interessantes do que suas pinturas de naturezas-mortas, nas quais costumava representar cestos de frutas com pêssegos e uvas dispostos simetricamente contra um segundo plano sombrio. 
Embora suas naturezas-mortas sejam bastante célebres, conhecem-se apenas dois exemplares assinados e de segura atribuição ao pintor, um deles em uma coleção particular de Viena e o outro no Museu de Arte de São Paulo. Não obstante, muitas obras similares, comparáveis às composições de seu contemporâneo Fede Galizia, sugerem a existência de um ateliê especializado neste gênero de pintura, embora poucas destas sejam atribuíveis ao próprio Panfilo.